# Railteam

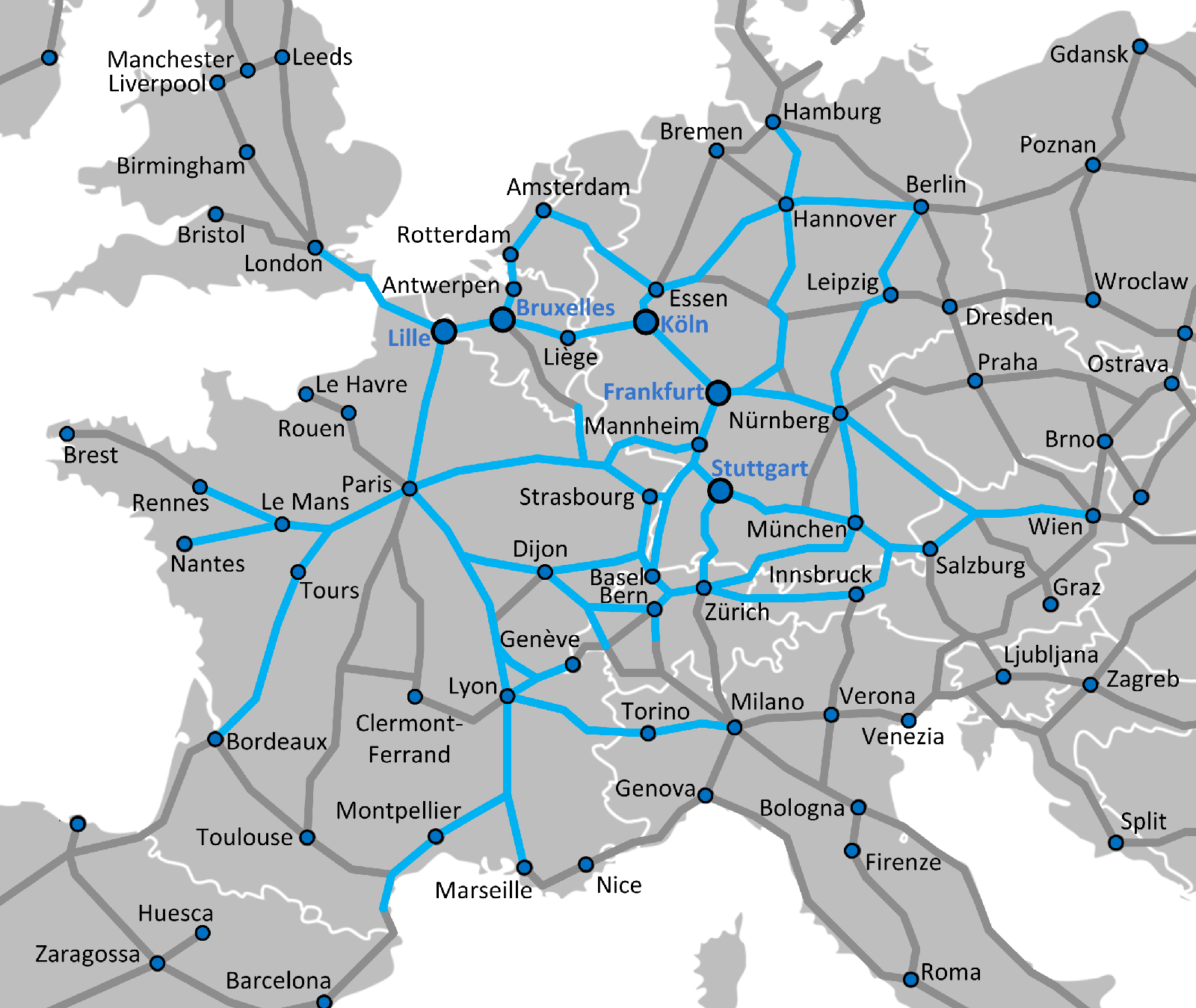
Ruta de Railteam

Railteam es una alianza de siete operadores ferroviarios de alta velocidad fundada en el año 2007. El objetivo del grupo es ofrecer servicios ferroviarios integrados de alta velocidad entre las principales ciudades europeas y competir con las compañías aéreas en puntualidad, protección del medio ambiente, precio y velocidad. Los miembros de Railteam planean lanzar un sistema integrado de venta de pasajes en un web site único en 2009.
El 3 de febrero de 2009 del web site de ABTN (Air & Business Travel News) indicaba que existían serios rumores en la industria de que el proyecto había sido cancelado. Ante esto Eurostar anunció que el proyecto continuaba con vida aunque reconoció que ha habido serios problemas con la creación de una plataforma común de reservas. Por ello la implementación de la plataforma común de reservas ha sido aplazada y se ha transformado en una «ambición a largo plazo». En su lugar un sistema basado en internet se pondrá en marcha lo más rápido posible. Sin embargo parece poco probable que algo de esto suceda antes de la finalización del primer semestre de 2009
El objetivo de Railteam es aumentar los pasajeros que usan trenes de alta velocidad en Europa de los 15 millones actuales a 25 millones en 2010. Cuando la alianza fue creada, la Comisión Europea instó a las partes involucradas a seguir compitiendo en precios.

## Bases
Las cinco bases de Railteam serán las estaciones principales de cada ciudad y permitirán la conexión entre dos o más operadoras ferroviarias integrantes de la alianza. En esos centros de conexión Railteam proporcionará servicios destinados a facilitar las conexiones de viaje. Esto incluye personal multilingüe y puntos de información para ayudar a los viajeros. Si un pasajero pierde un tren debido a los retrasos será posible tener un asiento disponible en el siguiente tren.
Lista de bases: 
- Bruselas
- Lille-Europa
- Colonia
- Frankfurt
- Stuttgart

## Miembros
Railteam está integrado por los siguientes siete operadores de Europa Occidental y Central:
- Deutsche Bahn (25%)
- SNCF (25%)
- Eurostar UK (10%)
- NS Hispeed (10%)
- ÖBB (10%)
- SBB (10%)
- NMBS/SNCB (10%)